# Utetheisa hybrida
Utetheisa hybrida är en fjärilsart som beskrevs av Butler 1877. Utetheisa hybrida ingår i släktet Utetheisa och familjen björnspinnare. Inga underarter finns listade i Catalogue of Life.